# Högläsaren
Högläsaren (tysk originaltitel: Der Vorleser) är en roman från 1995 av Bernhard Schlink. Den utkom i svensk översättning 1997.
Romanen har filmatiserats som The Reader (2008).

## Handling
Romanen handlar om en 15-årig pojke, Michael Berg, i Tyskland efter andra världskriget. Michael träffar en 36 år gammal, gåtfull, vacker och sensuell kvinna, Hanna Schmitz. Pojken och kvinnan inleder ett sexuellt förhållande, trots den stora åldersskillnaden. Så småningom inför de en ny ritual i sina möten – han läser högt för henne. Han anar ännu inte att Hannas förtjusning för högläsning beror på att hon är analfabet. Men Hanna bär på en långt farligare och mer tragisk hemlighet än så.